# Chuck Norris
Carlos Ray Norris, noto come Chuck (Ryan, 10 marzo 1940), è un attore, artista marziale, produttore televisivo, sceneggiatore e scrittore statunitense.
Tra i più famosi attori di film d'azione di Hollywood. In giovane età Norris si avvicina al mondo dello sport, in particolare delle arti marziali. A partire dalla seconda metà degli anni sessanta, conquista diversi titoli sportivi, prima in tornei californiani di karate professionistico e successivamente anche a livello statunitense. Ottiene la sua prima parte cinematografica come comparsa in Missione compiuta stop. Bacioni Matt Helm del 1969, ma è L'urlo di Chen terrorizza anche l'occidente, dove combatte contro Bruce Lee al Colosseo, a dare l'avvio alla sua carriera nel 1972. Dopo alcune pellicole di arti marziali, a partire dagli anni ottanta è protagonista di numerosi film d'azione che lo rendono noto al grande pubblico, come Rombo di tuono, Delta Force, Una magnum per McQuade e Il codice del silenzio. Negli anni novanta interpreta Cordell Walker nella serie televisiva Walker Texas Ranger.
Oltre ad essere cintura nera di Tang Soo Do, Taekwondo, Karate, Hapkido e Jiu-Jitsu brasiliano, egli ha anche creato una disciplina marziale basata su altre forme di combattimento che ha preso il nome di Chun Kuk Do.
Nel 1988 esordisce come scrittore, pubblicando la sua autobiografia The Secret of Inner Strength (Il segreto della forza interiore), che diviene in breve un best seller. Dopo pochi anni seguirà il secondo libro, intitolato The Secret Power Within: Zen Solutions to Real Problems.
Dagli anni 2000 è inoltre divenuto molto popolare sul web essendo il protagonista di un fenomeno goliardico che consiste nella diffusione di notizie inventate e inverosimili su di lui denominato Chuck Norris facts.

## Biografia

### Gioventù
Chuck Norris nasce il 10 marzo 1940 a Ryan, in Oklahoma, figlio di Wilma Scarberry (1921-2024) e di Ray Norris (1918-1971), camionista e meccanico con problemi di alcolismo, come accennato nell'autobiografia dell'attore. Il nonno materno e la nonna paterna erano nativi americani cherokee, mentre la nonna materna e il nonno paterno erano emigrati irlandesi. Chuck ha due fratelli più giovani: Wieland, nato nel 1943 e deceduto in Vietnam nel 1970 e Aaron, un produttore di Hollywood. I genitori divorziarono quando aveva 16 anni e andò a vivere con la madre e i fratelli prima a Prairie Village (Kansas) e in seguito a Torrance (California).
Descrisse la sua infanzia come infelice: non era fisicamente dotato, era timido e scolasticamente mediocre. Gli altri ragazzi lo prendevano in giro per la sua etnia mista e Chuck sognava di trovare un giorno i mezzi per difendersi dai bulli che lo tormentavano.
Dopo la fine delle scuole superiori sposò la fidanzata, Dianne Holechek. Nel 1958 entrò nella United States Air Force come poliziotto di sicurezza e fu trasferito all'Osan Air Base, in Corea del Sud. Proprio qui acquisì il soprannome di "Chuck" e iniziò il suo allenamento di Tangsudo, un interesse che lo avrebbe portato a diventare cintura nera e, dopo anni di studio e pratica di varie arti marziali, a fondare il Chun Kuk Do "La via universale". Studiò inoltre jujitsu, diventando cintura nera 6º dan.

### Ascesa e affermazione
Quando ritornò negli Stati Uniti, continuò a svolgere le funzioni di AP nella March Air Force Base in California. Fu congedato nell'agosto del 1962. In seguito lavorò per la Northrop Corporation e aprì una catena di scuole di karate e di taekwondo stile I.T.F. Tra gli allievi di tali scuole figurano vari personaggi famosi, tra cui Chad McQueen, il figlio di Steve McQueen.
Norris creò anche un'associazione istruttiva, la United Fighting Arts Federation, e fondò la KickStart (formalmente "Kick Drugs Out of America"), una scuola fondata per lo scopo di migliorare la propria vita e trovarvi uno scopo attraverso le arti marziali. Norris fu sconfitto nei suoi primi due tornei di karate e di Taekwondo I.T.F., cadendo al tappeto contro Joe Lewis, Allan Steen e, in due match al campionato internazionale di karate, contro Tony Tulleners; nel campionato di Taekwondo I.T.F. perse contro Joe Pa Son.
Dal 1967, Norris iniziò a dimostrare le sue abilità iniziando a vincere incontri importanti di taekwondo e karate contro Skipper Mullins, Arnold Urquidez, Victor Moore, Ron Marchini, Won Su e Steve Sanders. Nel 1968, Norris subì la quinta ed ultima sconfitta della sua carriera, perdendo un incontro di karate con Adel Saidi. Successivamente ebbe la rivincita su Saidi il 24 novembre 1968, vincendo il titolo di campione mondiale dei pesi medi di karate, che conservò per sette anni consecutivi, e il titolo di campione del mondo di taekwondo. Nel 1969 vinse la tripla corona di karate per il maggior numero di tornei vinti nell'anno e il premio di combattente dell'anno dalla prestigiosa rivista di taekwondo Black Belt Magazine. Come già detto sopra, nel 1970 suo fratello minore Wieland venne ucciso in Vietnam e dopo 14 anni Norris dedicò il suo film Rombo di tuono (Missing in Action - 1984) alla sua memoria.

## Carriera cinematografica

### Gli esordi sul grande schermo
Nella sua carriera ha preso parte ad oltre trenta film nel ruolo di protagonista.
Norris mosse i primi passi nel mondo del cinema verso la fine degli anni sessanta. Nel 1965 cominciò ad essere avvicinato nel mondo del cinema da Steve McQueen, il cui figlio era suo allievo di arti marziali, che riuscì a convincerlo a esordire inizialmente in piccoli ruoli, parallelamente alla sua carriera di artista marziale. La prima apparizione di Norris fu nel film Quella sporca dozzina diretto da Robert Aldrich, ma negli anni la sua brevissima comparsata sarà eliminata dal montaggio del film. L'anno successivo fece di nuovo una comparsa nel film di John Wayne Berretti verdi, ma anche stavolta le sue scene vennero eliminate dal montaggio finale.
Intanto nel 1969 Norris incontrò, durante una dimostrazione di karate a Long Beach, il celebre artista marziale Bruce Lee, e i due di lì a breve divennero grandi amici. Sarà Lee ad offrirgli il primo ruolo cinematograficamente rilevante nel 1972 con il celebre L'urlo di Chen terrorizza anche l'occidente. Nel 1968, sempre nel ruolo di comparsa, al film Missione compiuta stop. Bacioni Matt Helm, con Dean Martin e Sharon Tate, in una scena di combattimento coreografata da Bruce Lee nella quale, nonostante sia inquadrato sempre di spalle, è riconoscibile il suo volto all'epoca. Bruce Lee decide di chiamarlo per il suo nuovo film.

### L'arrivo nello star system

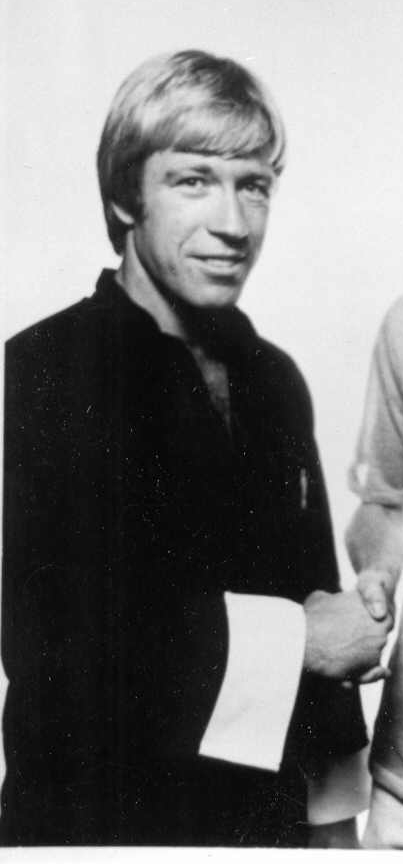
Chuck Norris nel 1976

Nel 1972 recitò in L'urlo di Chen terrorizza anche l'occidente (Way of Dragon), diretto e interpretato da Bruce Lee. Nel film interpreta il campione americano di arti marziali, ingaggiato per uccidere Yen Chen (Lee). Lo scontro finale tra i due nel Colosseo è una scena rimasta nella storia del cinema, che ebbe un grande successo e gli permise di iniziare la sua carriera nello star-system. Quella scena richiese 4 giorni di riprese, e oltre 20 pagine di copione scritte e disegnate dallo stesso Lee, che insegnò anche al neo-attore Norris diversi espedienti per dimenarsi nel cinema durante le scene di combattimento. In Asia fu conosciuto principalmente per il suo ruolo in quel film. Nel 1974, il suo allievo, Chad McQueen lo incoraggiò nuovamente a prendere lezioni di recitazione alla MGM. Chuck Norris si ritirò dall'agonismo con un record di 75 vittorie e 5 sconfitte di karate e 45 vittorie e 8 sconfitte di Taekwondo stile WTF.
Negli anni settanta Norris inizia così a dedicarsi completamente al cinema. Il primo film interpretato da protagonista è Massacro a San Francisco nel 1974, diretto da Lo Wei. La pellicola inizialmente doveva essere interpretata da Bruce Lee e sarebbe dovuta essere la terza collaborazione con Lo Wei, ma i rapporti tra i due si erano da tempo incrinati e quindi Wei optò per Norris, il pupillo di Lee all'epoca, come protagonista. In questo film l'attore interpreta per la seconda e ultima volta nella sua carriera il ruolo del cattivo, un boss della malavita americana alle prese con un poliziotto cinese che tenta in tutti i modi di arrestarlo. Nonostante non ottenga lo stesso risultato dei precedenti successi di Bruce Lee, l'interpretazione di Norris viene ben vista dalla critica cinematografica. In questo periodo Lee lo chiama nuovamente per recitare assieme a lui nella sua pellicola successiva, L'ultimo combattimento di Chen, ma Norris rifiuta il ruolo, volendo elevarsi ora in pellicole da protagonista. Il 20 luglio 1973 Norris partecipò al funerale di Lee, trasportando la bara insieme ad altri cari amici dell'attore.
Dopo aver preso parte nel 1976 al documentario The Warrior Within (realizzato in memoria di Lee), ritornò sugli schermi cinematografici nel 1977 interpretando il film d'azione Breaker! Breaker!, uno dei suoi film meno ricordati in cui interpreta un camionista campione di arti marziali. A questo successero poi altre pellicole come il film d'avventura Commando Black Tigers (1978), in cui interpreta il capo di uno squadrone speciale per le missioni in Vietnam, e il poliziesco La polvere degli angeli (1979), dove stavolta è un agente della Narcotici, in un ruolo secondario con Jennifer O'Neil. Tutti questi film ebbero un discreto successo e Norris cominciò ad entrare nello star-system dei film d'azione.

### Rombo di tuono,Delta Forcee il flop deIl tempio di fuoco
Inizia così la sua carriera nei film d'azione. Nel 1980 recitò in The Octagon (1980) insieme al veterano dei film western Lee Van Cleef, mentre collaborò con Christopher Lee e Richard Roundtree in Triade chiama Canale 6 (1981), per poi interpretare Vendetta a Hong Kong (1982) di James Fargo; tutti questi film, che avevano all'incirca lo stesso filo conduttore a livello di trama, furono dei grandi successi al botteghino e Norris cominciò ad essere notato da numerosi registi oltre che dal pubblico di Hollywood. Un successo ancora maggiore lo raggiunse nel 1983 quando interpretò Una magnum per McQuade insieme a David Carradine e Barbara Carrera, film che ottenne grandi lodi dalla critica, incassando oltre 60 milioni di dollari. Questo è più volte citato come il miglior prodotto della filmografia di Norris, sia a livello recitativo che a livello di azione. In questa pellicola fece conoscenza con David Carradine, che diventerà un altro grande amico di sempre. 

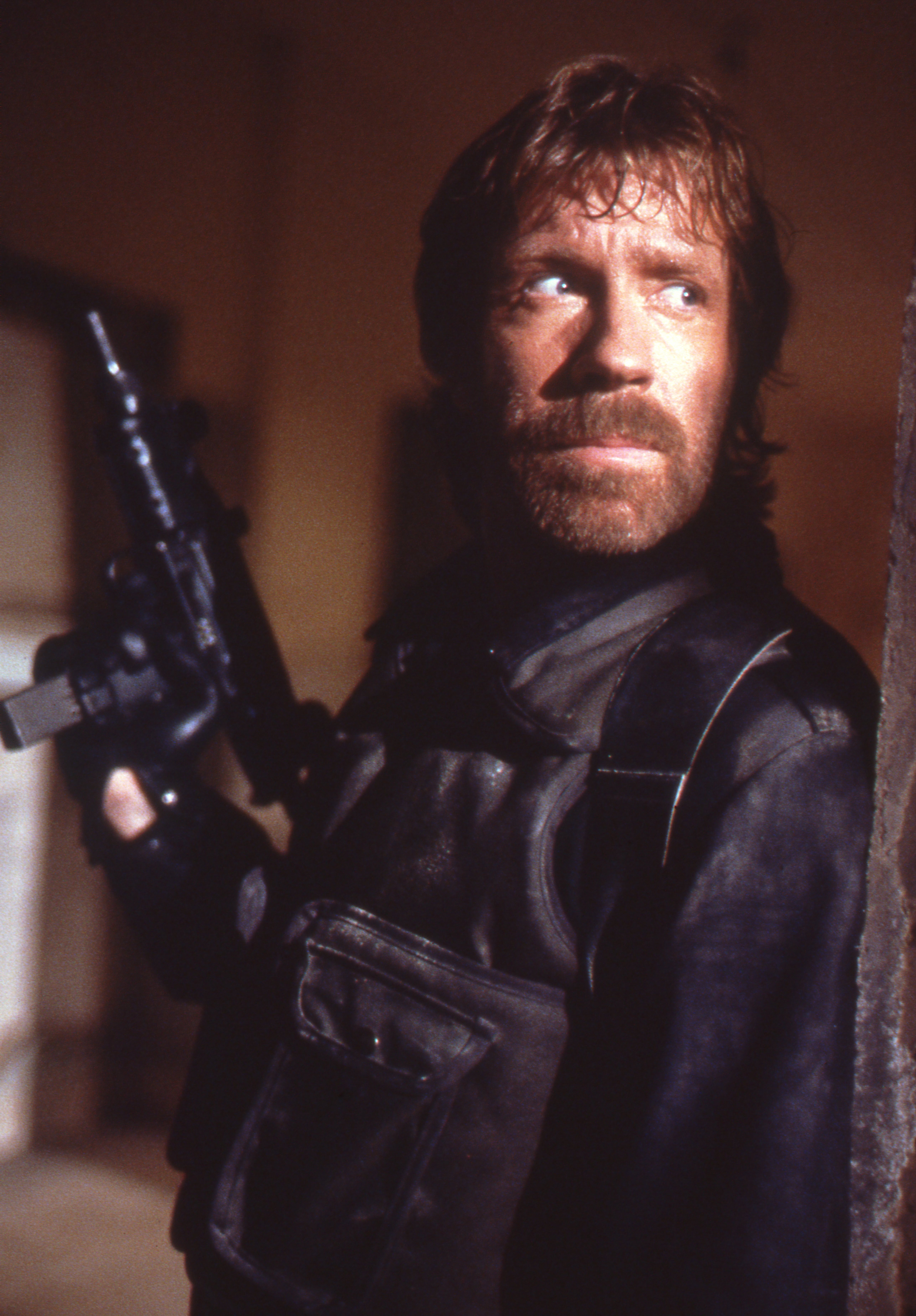
Chuck Norris sul set di Delta Force (1986)

Nel 1984, Norris interpretò quello che è considerato dai fan il suo miglior film: Rombo di tuono, che lo consacra come star mondiale nel cinema d'azione, oltre ad incassare 120,4 milioni di dollari. Si tratta del primo film di una serie prodotta dai cugini israeliani Menahem Golan e Yoram Globus, dove Chuck Norris è il colonnello James Braddock, ex-capo dei Berretti verdi durante la guerra del Vietnam (questo in onore del fratello di Norris, Weiland, morto nel 1970 durante tale guerra). Il film fu stroncato dalla critica, la quale riteneva la trama un plagio di Rambo 2 - La vendetta, ma viene comunque considerato dai fan come una delle migliori pellicole della sua filmografia. Rombo di tuono è il suo maggior successo dal punto di vista commerciale.
Nei successivi anni, Norris diventò una star prominente nella Cannon Films, comparendo in quattro film che ottengono uno straordinario successo di pubblico. Nel 1985 è il poliziotto Eddie Cusack nel poliziesco Il codice del silenzio, recitato al fianco di Henry Silva, che si trova a dover fare i conti con una Chicago corrotta e mal governata; la pellicola sfonda il botteghino americano. Sempre nello stesso anno interpreta Matt Hunter in Invasion U.S.A., diretto nuovamente da Joseph Zito, che ritorna sullo stile di Rombo di tuono con un Chuck Norris stavolta ex agente della CIA alle prese con un criminale russo.
Il 1986 è l'anno di Delta Force, interpretato con Lee Marvin e Martin Balsam. Il film riesce a superare molti fenomeni dell'epoca, come Cobra, e dal punto di vista della critica è il punto massimo della sua filmografia. Nello stesso anno presta la sua immagine per Karate Kommandos, cartone animato della Ruby Spears in cui Norris veste i panni di un supereroe. Sempre nel 1986 è protagonista di Il tempio di fuoco con Louis Gossett Jr., nel quale tenta di distaccarsi dal ruolo di action hero, puntando più sul lato comico. Norris produsse la sua pellicola utilizzando cifre folli (budget di circa 80 milioni di dollari), ma il film risultò un flop memorabile al botteghino (incasserà poco più di 20 milioni di dollari) e fu duramente stroncato dalla critica. Ne seguirà poi una battaglia legale tra la Cannon e l'attore.
Nel 1985 girò il sequel di Rombo di Tuono Missing in action, che ottenne critiche tiepide, ma fu comunque un successo al botteghino. Il terzo e ultimo capitolo della serie, Braddock: Missing in Action III (1988) ottiene scarsi risultati e non raggiunse un incasso paragonabile a quello dei capitoli precedenti. Dopo la tremenda disfatta de Il tempio di fuoco, Norris gira (solo perché obbligato per contratto) Un eroe per il terrore, rivelatosi poi un quasi fallimento al botteghino americano (incasserà 16 milioni di dollari a fronte di un budget di 30 milioni).
Alla fine degli anni ottanta, la Cannon Films fallì e con essa svanirono gli appelli nel ruolo di attore di Norris. Riprese quindi il suo film Delta Force per la MGM, che acquisì la Cannon Library per bancarotta.

### Anni novanta

Chuck Norris il 15 settembre 2007

Nel 1990 uscì Colombia Connection - Il massacro, seguito del più famoso Delta Force, diretto dal fratello Aaron Norris, sul cui successo la Cannon Films progettava di recuperare i finanziamenti, dopo l'enorme perdita causata dall'insuccesso di Il tempio di fuoco. Alla sua uscita la pellicola si rivelò un insuccesso di pubblico e critica e non raccolse neanche la metà delle spese di produzione. Inoltre la produzione del film fu travagliata e segnata dalla tragica morte di 5 stuntman durante la ripresa di una scena con l'elicottero. La Cannon, oltre ai problemi finanziari, dovette così affrontare anche le denunce da parte delle famiglie degli stuntman. Nei successivi anni Norris interpretò una serie di film diretti dal fratello Aaron. Il 6 agosto 1991 fu invitato come ospite al The Arsenio Hall Show.
Nel 1991 fu protagonista del thriller Omicidio incrociato in cui recitava insieme a Michael Parks, nel ruolo di un poliziotto alle prese con una vecchia conoscenza. I freddi consensi sia della critica che del pubblico però continuano, e la situazione non migliora con il successivo Pugno d'acciaio (1992) nel quale interpreta se stesso in un ruolo secondario riscuotendo un discreto successo al botteghino, e che ad oggi rimane il suo ultimo grande successo commerciale. Dopo aver rifiutato il ruolo da protagonista in Basic Instinct, nel 1994 con Hellbound - All'inferno e ritorno si affaccia per la prima volta sul genere horror: Norris è un poliziotto di Chicago che insieme al collega deve fermare un inviato di Satana che sta compiendo numerosi omicidi. Il film viene quasi ignorato dalla critica cinematografica, nonostante in seguito divenga il suo film più ricordato di questo periodo. In questa pellicola inoltre recita insieme a lui Sheree J. Wilson, sua futura partner in Walker Texas Ranger.
Nel 1995 Norris è nuovamente nelle sale con il comedy-action Il cane e il poliziotto. Il film non ebbe fortuna al botteghino americano, a causa anche del contemporaneo attentato di Oklahoma City, e quello che doveva essere il film di rilancio di Norris sul grande schermo finì per sortire la stessa sorte dei precedenti film, chiudendo con incassi sconfortanti e critiche universalmente negative. Dopo questa pellicola, Norris interpretò solo un altro film, L'ultimo guerriero (1996), uscito direttamente in DVD, prima di allontanarsi per alcuni anni dal grande schermo.

### Walker Texas Ranger
Il 1993 è considerato l'anno della rinascita di Chuck Norris: sulla CBS infatti va in onda la serie televisiva Walker Texas Ranger, che lo vede impegnato nel ruolo del ranger Cordell Walker, incentrata sulle avventure dei tutori della legge a Dallas. Il ranger Walker, insieme a colleghi e amici come James Trivette (Clarence Gilyard), il procuratore Alex Cahill (Sheree J. Wilson) e il capitano dei ranger C.D. Parker (Noble Willingham), è intento a mantenere l'ordine nella città texana, liberandola dai vari criminali che si susseguono nelle varie puntate. I temi della serie sono incentrati sui valori fondamentali come l'amicizia, l'aiuto reciproco, la lotta alla violenza, in particolare tra le gang giovanili. Il Ranger Walker e i suoi colleghi hanno il ruolo di funzionari onesti e specchiati, rispettosi della legge e non estremisti.
La serie, nata da un'idea di Paul Haggis e Albert S. Ruddy, ottiene un clamoroso successo sulla CBS, diventando una delle fiction più viste degli anni novanta. Ottiene anche numerosi riconoscimenti, tra cui molti Emmy Award. Per Norris grazie alla serie ottiene una seconda giovinezza e le sue sorti recitative, sempre più in calo, cambiano radicalmente. A partire dalla terza stagione ha anche cantato la sigla iniziale. Il successo porta alla produzione di altre tre stagioni, andate in onda con strepitosi ascolti televisivi fino al 1996. La sesta e la settima stagione, andate in onda tra il 1996 e il 1998, fanno balzare la serie al primo posto delle fiction più viste, superando anche La signora in giallo. Il successo è palpabile anche all'estero, dove la serie viene trasmessa in più di 100 paesi al mondo.
Numerosi episodi sono inoltre ambientati nel far west, con Norris nel ruolo del ranger Cooper impegnato a difendere il malcapitato di turno dal sadico sindaco/governatore della città. Il continuo successo della serie porta alla realizzazione di altri media, tra cui un film per la tv Walker Texas Ranger - Riunione mortale (1994) e uno spin-off Sons of Thunder (1999), oltre a un numero considerevole di imitazioni che si protrarranno negli anni a venire, prime fra tutti quelle del comico Conan O'Brien durante il suo omonimo show. La serie prosegue ininterrottamente fino al 2001, realizzando in tutto nove stagioni e 203 episodi e vedendo anche l'introduzione, in alcune puntate, di numerose guest star internazionali. A partire dal 2002 la notorietà della serie è cresciuta ulteriormente grazie alle numerose riproposizioni sul canale americano CBS, e per oltre 10 anni è stata una delle fiction più replicate della televisione italiana.
Nonostante l'allontanamento, seppur temporaneo, dal cinema, Chuck Norris continua a recitare in altre produzioni oltre a Walker Texas Ranger. Nel 1998 scrive, produce e dirige il film-tv La vendetta di Logan avente con protagonista Eddie Cibrian, mentre nel 2000 compare in un episodio della serie americana Più forte ragazzi. Precedentemente, nello specifico nel 1993, Norris ha recitato in un film-tv chiamato Wind in the Wire che ad oggi è difficilmente reperibile, tanto che alcuni siti che riportano la filmografia dell'attore negano persino l'esistenza di tale pellicola.

### Anni duemila
Tra il 2000 e il 2005 Norris recita solo in cinque film. Nel 2000 è protagonista del film per la televisione Attacco al presidente, nel ruolo di un agente dei servizi segreti scelto dal presidente per una missione ad alto rischio. Il film ottiene un discreto successo di ascolti, e nel 2002 viene realizzato un sequel, sempre per la televisione, The President's Man - Attacco al centro del potere interpretato insieme al collega di Walker Texas Ranger Judson Mills.
Dopo la chiusura di Walker Texas Ranger, nel 2001 inizia la lavorazione di un nuovo film Birdie & Bogey, di cui firma la produzione, interpretato dal figlio Mike Norris e le amiche attrici Janine Turner e Sheree J. Wilson. Il film racconta la storia di un padre che dovrà fare i conti con una malattia mortale che colpirà sua figlia. Pellicola molto diversa dai soliti canoni di Norris, il film viene riscoperto nel 2009 dopo la sua uscita in DVD e ottiene un discreto successo.
Il 17 ottobre 2005 la CBS premiò come "Film della settimana" del sabato sera Walker Texas Ranger - Processo infuocato, film TV basato sulla serie terminata 4 anni prima. Inizialmente, era stato scritto per essere un seguito della suddetta serie televisiva, strutturato in più episodi, ma in via definitiva venne realizzato per essere un film riassuntivo destinato alla televisione, in cui Norris ha ripreso l'interpretazione del ranger Cordell Walker. La pellicola è diretta da Aaron Norris e vede la riconferma di gran parte del cast della serie originale.

### Il ritorno al cinema e il nuovo film

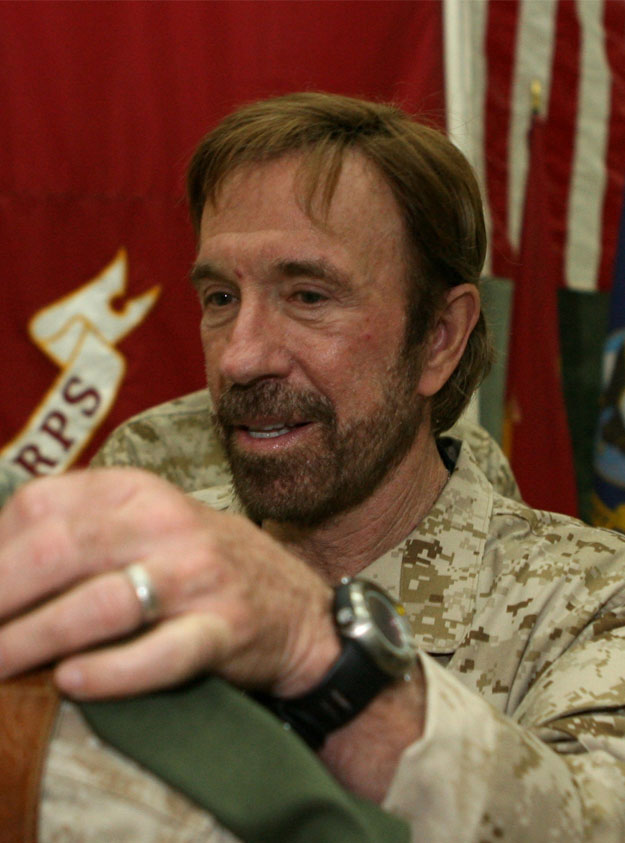
Chuck Norris nel 2006

Nel 2003, dopo sette anni di assenza, Norris ritorna sul grande schermo con la pellicola Bells of Innocence, film fantasy dove è protagonista il figlio Mike Norris mentre Chuck ricopre il ruolo secondario di guida spirituale del figlio. Il film viene distribuito direttamente in DVD negli USA, e qualche tempo dopo anche nel resto del mondo. Sempre nel 2003 fa un'apparizione nei panni di se stesso in un episodio della quarta stagione della serie Prima o poi divorzio intitolato "Una guardia speciale". L'anno successivo compare di nuovo nei panni di se stesso nel film comico Palle al balzo - Dodgeball diretto da Rawson Marshall Turber.
A settembre 2005 produce, scrive e interpreta il thriller The Cutter - Il trafficante di diamanti, che segna il suo definitivo ritorno sugli schermi da protagonista. Il film, nel quale interpreta un investigatore privato che dovrà aiutare una donna a ritrovare lo zio rapito, esce ufficialmente in DVD il 23 novembre 2005, prodotto da Avi Lerner e interpretato assieme all'artista marziale Daniel Bernhardt. Grazie al successo del film, la carriera di Norris riceve un nuovo impulso. Subito dopo decide di lasciare gli schermi cinematografici: The Cutter sarà il suo ultimo film fino al 2012.

### I mercenari 2
Nell'estate 2011 cominciano a sollevarsi numerose indiscrezioni che vorrebbero Chuck Norris aggiunto al cast del sequel de I mercenari - The Expendables, diretto da Sylvester Stallone, insieme ad altre stelle del cinema d'azione. Il 6 settembre 2011 la Millennium Films, casa produttrice del film, ufficializza l'entrata nel cast di Norris. Il 3 ottobre sono quindi iniziate a Sofia le riprese de I mercenari 2, in cui Norris è stato ingaggiato per un ruolo secondario: Booker, un ex mercenario creduto morto, ed ha avuto la possibilità di recitare in un cast costituito prevalentemente da tutte le stelle del cinema d'azione hollywoodiano: Sylvester Stallone, Arnold Schwarzenegger, Bruce Willis, Jean-Claude Van Damme, Dolph Lundgren, Jason Statham, Jet Li, Terry Crews e Randy Couture.
Il 18 gennaio 2012, poco prima della fine delle riprese del film, viene diffusa la notizia che la pellicola avrà rating PG-13, anziché R (vietato ai minori di 17 anni senza un adulto) come il primo capitolo, a causa di Norris, il quale avrebbe imposto alla produzione di modificare buona parte della sceneggiatura, in particolare di eliminare molte delle scurrilità e volgarità presenti nella pellicola, che a suo dire "avrebbero impedito a molti giovani di vederlo. [...] I produttori hanno accettato le mie condizioni e il film sarà classificato nella categoria PG-13". La notizia viene confermata poche ore dopo dallo stesso Stallone, che però ribatte dicendo che sarà un film pieno d'azione. Molti fan però contestano questa decisione della produzione e, dopo circa due mesi, il 19 marzo 2012 Stallone riconferma la classificazione R come il film precedente, ufficializzato anche dalla produzione il 30 marzo.
Il film è uscito sia nelle sale statunitensi che in quelle italiane il 17 agosto 2012. Si tratta del ritorno sul grande schermo di Norris, dopo sette anni dall'ultimo film The Cutter. Durante la première del film tenutasi a Los Angeles, in un'intervista ha dichiarato che sarebbe stato l'unico film della saga in cui avrebbe preso parte, riconoscendo di essersi trovato molto bene a lavorare con tutte quelle icone che hanno aderito al progetto.

## Attività sportiva

### Arti marziali e la creazione del Chun Kuk Do
Trasferitosi all'età di 16 anni con la madre e i fratelli in California, si arruola nell'Aviazione Militare Statunitense che lo porta in Corea; qui ha i primi contatti con le arti marziali e si specializza nell'arte autoctona del Tangsudo.

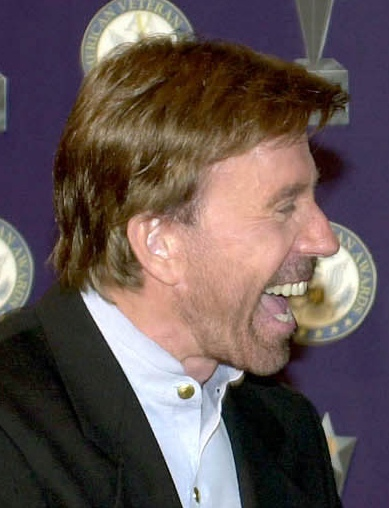
Chuck Norris riceve il Veteran of Year dalla United States Air Force nel 2001

Tornato in California nel 1962, si dedica all'insegnamento delle arti marziali, aprendo diverse scuole e diventando atleta agonista. Vince per 7 anni consecutivi, dal 1968 al 1974, il titolo di campione del mondo di karate e nel 1968 viene inserito nella Hall of Fame riservata alle cinture nere per il conseguimento nell'anno 1996 dell'ottavo dan nel taekwondo stile WTF. Nel 1975 viene nominato Istruttore dell'anno, mentre nel 1977 diventa "Uomo dell'anno".
Norris creò l'arte marziale Chun Kuk Do, che era basata sul tangsudo e includeva altre cose da ogni stile di combattimento che conosceva. Come molte altre arti marziali il Chun Kuk Do comprende un codice d'onore e delle regole di vita. Queste regole, tratte dal codice personale di Norris, sono le seguenti:
1. Svilupperò al massimo le mie potenzialità in ogni modo.
2. Dimenticherò gli errori del passato e farò pressione sulle ambizioni più grandi.
3. Sarò sempre in uno stato mentale positivo e comunicherò questa sensazione a tutte le persone che incontro.
4. Lavorerò continuamente per lo sviluppo dell'amore, felicità, lealtà nella mia famiglia e riconoscerò che altro successo non potrà compensare il fallimento nella mia casa.
5. Cercherò la parte buona in tutte le persone e farò diventare utile questo sentimento.
6. Se non ho niente di buono da dire riguardo ad una persona, non dirò niente.
7. Dedicherò così tanto tempo al miglioramento di me stesso che non avrò tempo per criticare gli altri.
8. Sarò sempre entusiasta per il successo degli altri come lo sono per il mio.
9. Terrò un atteggiamento di mente aperta verso un punto di vista di un'altra persona, mantenendo come punto fermo quello che so essere veritiero e onesto.
10. Manterrò rispetto per le autorità e manifesterò questo rispetto sempre.
11. Rimarrò sempre leale a Dio, il mio Paese, la famiglia e i miei amici.
12. Rimarrò molto orientato per i miei obiettivi in tutta la mia vita perché questo atteggiamento positivo aiuta la mia famiglia, il mio paese e me stesso.

Il riconoscimento più importante lo riceve però nel 1997 quando viene nominato gran maestro cintura nera di ottavo dan di taekwondo. Questa rappresenta una delle onorificenze più importanti in questa arte marziale, e Chuck Norris è stato il primo occidentale ad ottenerla.

### Gradi ottenuti
Chuck Norris ha raggiunto il grado di cintura nera in diverse arti marziali:
- cintura nera 10º Dan nel Chun Kuk Do
- cintura nera 10º Dan nel Tangsudo
- cintura nera 8º Dan nel Taekwondo
- cintura nera 5º Dan nel Karate Shotokan
- cintura nera 4º Dan nel Jiu Jitsu Brasiliano
- cintura nera 1º Dan nel Judo
- cintura nera 8° Dan nel Karate Kyokushinkai

## Vita privata

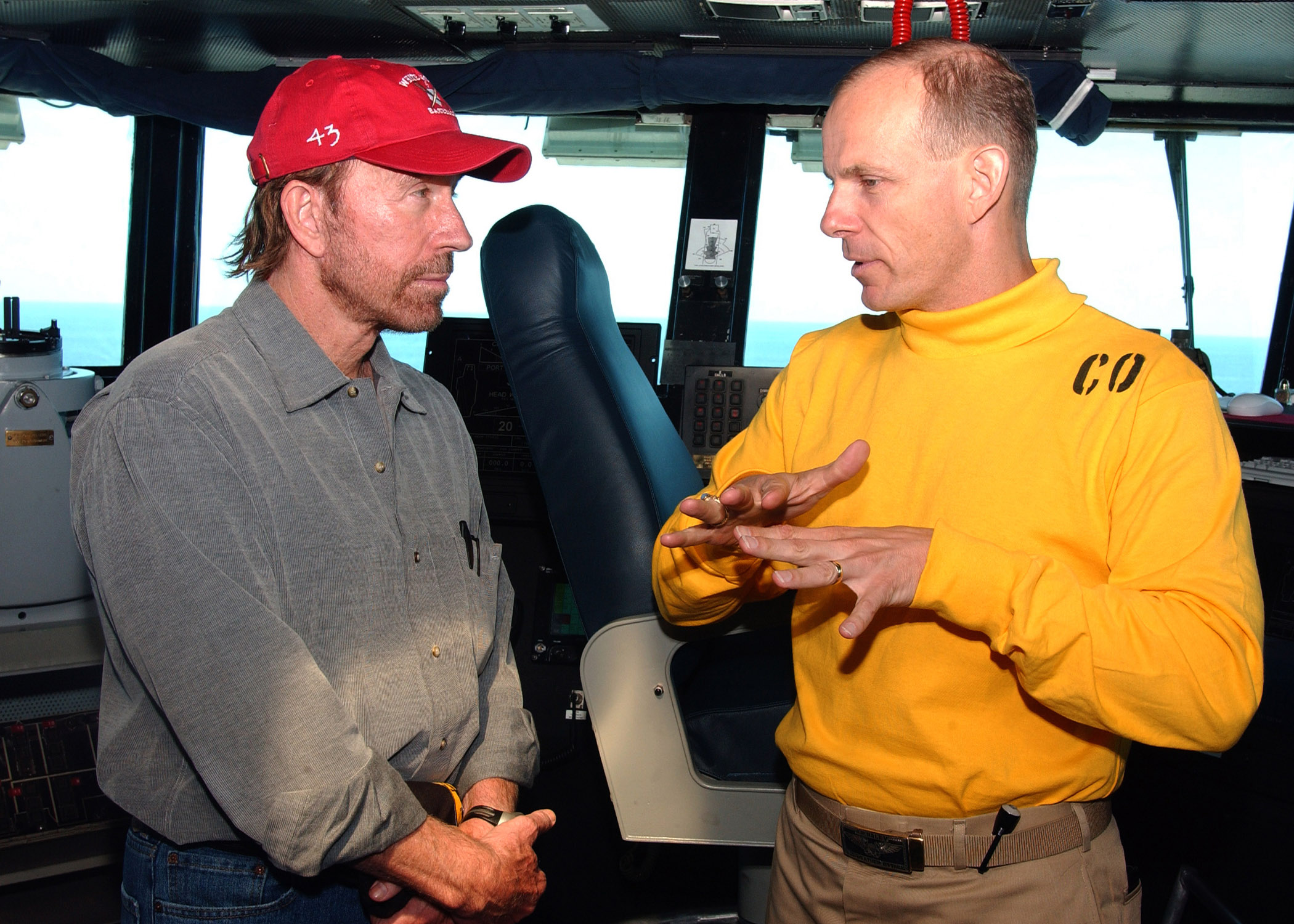
Chuck Norris discute con il comandante J. R. Haley il 24 giugno 2005

Norris si sposò il 29 dicembre 1958 con Dianne Holechek, conosciuta al liceo. La coppia ebbe due figli: Mike, nato il 4 ottobre 1962, ed Eric, nato il 20 maggio 1964, che diventerà regista e sceneggiatore. Nel 1963 Norris ebbe anche una figlia, Dina, nata da una relazione extraconiugale. Nel 1989 Norris e Holechek divorziarono. Il 22 settembre 2004, all'Enternainment Tonight, Norris ha rivelato che sua figlia Dina è frutto di una relazione extraconiugale. L'ha incontrata soltanto quando lei aveva 26 anni, anche se lei stessa sapeva che Norris fosse suo padre da quando ne aveva 16; Dina informò il padre inviandogli una lettera a casa sua per dirgli la verità.
Chuck Norris si risposò il 28 novembre 1998 vicino a Dallas con la modella Gena O'Kelley; la coppia ebbe due gemelli, nati il 30 agosto 2001, di nome Dakota Alan e Danilee Kelly.
Mike è sposato dal 23 maggio 1992 con Valerie Norris e i due hanno tre figli: Hannan, nata il 3 maggio 1995, e due gemelli Max e Greta, nati il 7 gennaio del 2000, mentre Eric è sposato dal 1993 con Stephanie Norris ed è padre di quattro figli: Camrynn (nata nel 1995), Chloe (nata nel 1998), Chantz (nata nel 2000), e Cash (nato nel 2010). La figlia Dina ha un figlio chiamato Dante, nato il 14 ottobre 1994.
È da sempre un sostenitore del Partito Repubblicano statunitense; nel 2012 ha sostenuto la campagna presidenziale di Mitt Romney contro Barack Obama, mentre nel 2016 si è schierato con Donald Trump.
Verso la fine degli anni ottanta fu coinvolto marginalmente nel caso McMartin riguardante abusi su minori, che in seguito si rivelò essere una montatura.
Norris nel 1997 fu il primo occidentale ad apparire in un documentario sulla storia del taekwondo WTF, essendo cintura nera ottavo dan. Il 1º giugno 2000 fu premiato dalla Golden Lifetime Achievement della World Taekwondo Union.
La notte tra il 16 e 17 luglio 2017, l'attore fu vittima di due arresti cardiaci di seguito, che non furono letali grazie alla rianimazione da parte dei medici.

## Filmografia

### Attore

#### Cinema

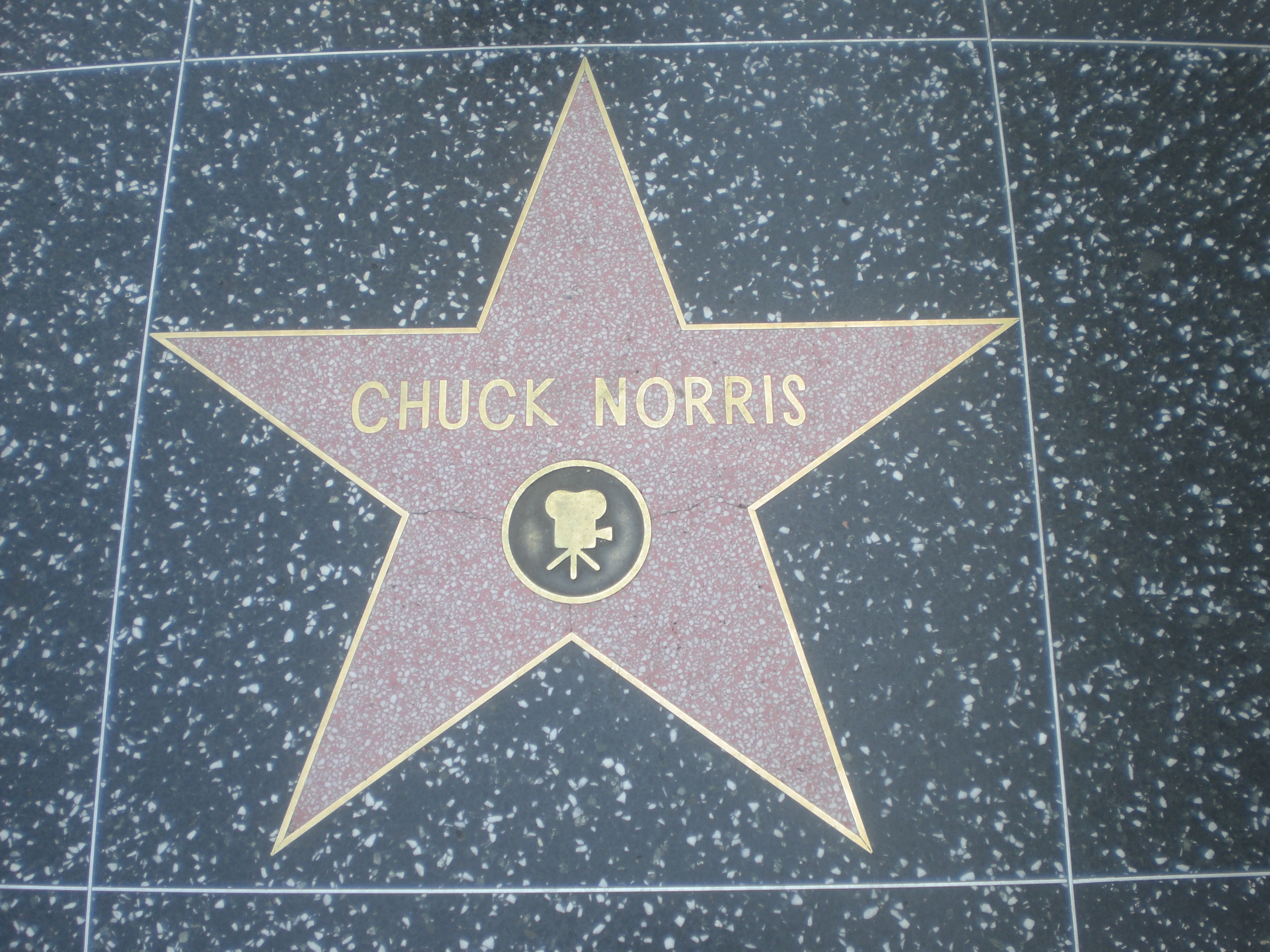
La Stella dedicata a Chuck Norris sulla Hollywood Walk of Fame

- Missione compiuta stop. Bacioni Matt Helm (The Wrecking Crew), regia di Phil Karlson (1968) - non accreditato
- L'urlo di Chen terrorizza anche l'occidente (猛龍過江), regia di Bruce Lee (1972)
- The Student Teachers, regia di Jonathan Kaplan (1973)
- Massacro a San Francisco (Slaughter in San Francisco), regia di Lo Wei (1974)
- Breaker! Breaker!, regia di Don Hulette (1977)
- Commando Black Tigers (Good Guys Wear Black), regia di Ted Post (1978)
- La polvere degli angeli (A Force of One), regia di Paul Aaron (1979)
- The Octagon, regia di Eric Karson (1980)
- Triade chiama Canale 6 (An Eye for an Eye), regia di Steve Carver (1981)
- Terrore in città (Silent Rage), regia di Michael Miller (1982)
- Vendetta a Hong Kong (Forced Vengeance), regia di James Fargo (1982)
- Una magnum per McQuade (Lone Wolf McQuade), regia di Steve Carver (1983)
- Rombo di tuono (Missing in Action), regia di Joseph Zito (1984)
- Missing in Action (Missing in Action 2: The Beginning), regia di Lance Hool (1985)
- Il codice del silenzio (Code of Silence), regia di Andrew Davis (1985)
- Invasion U.S.A., regia di Joseph Zito (1985)
- Delta Force (The Delta Force), regia di Menahem Golan (1986)
- Il tempio di fuoco (Firewalker), regia di J. Lee Thompson (1986)
- Braddock: Missing in Action III, regia di Aaron Norris (1988)
- Un eroe per il terrore (Hero and the Terror), regia di William Tannen (1988)
- Colombia Connection - Il massacro (Delta Force 2: The Colombian Connection), regia di Aaron Norris (1990)
- Omicidio incrociato (The Hitman), regia di Aaron Norris (1991)
- Pugno d'acciaio (Sidekicks), regia di Aaron Norris (1992)
- Hellbound - All'inferno e ritorno (Hellbound), regia di Aaron Norris (1994)
- Il cane e il poliziotto (Top Dog), regia di Aaron Norris (1995)
- L'ultimo guerriero (Forest Warrior), regia di Aaron Norris (1996)
- Bells of Innocence, regia di Alin Bijan (2003)
- Palle al balzo - Dodgeball (DodgeBall: A True Underdog Story) regia di Rawson Marshall Thurber (2004)
- The Cutter - Il trafficante di diamanti (The Cutter), regia di Bill Tannen (2005)
- I mercenari 2 (The Expendables 2), regia di Simon West (2012)
- Agent Recon, regia di Derek Ting (2024)

#### Televisione

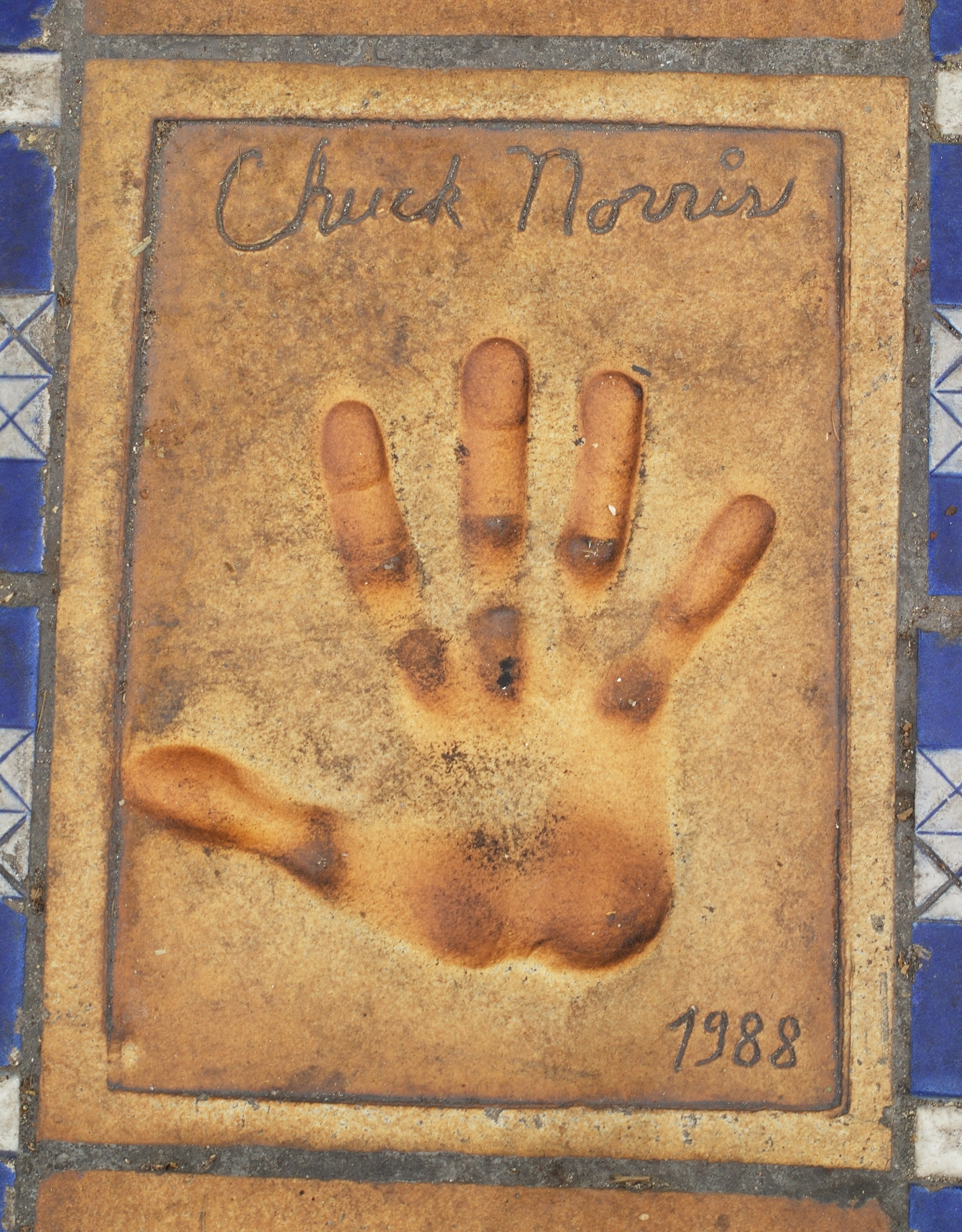
Impronta e autografo di Chuck Norris sul marciapiede del Palais des Festivals a Cannes

- Chuck Norris: Karate Kommandos – serie animata, 5 episodi (1986) – voce
- Walker Texas Ranger – serie TV, 196 episodi (1993-2001)
- Wind in the Wire, regia di Jim Shea – film TV (1993)
- Walker Texas Ranger - Riunione mortale (Walker Texas Ranger 3: Deadly Reunion), regia di Michael Preece – film TV (1994)
- La vendetta di Logan (Logan's War: Bound by Honor), regia di Michael Preece – film TV (1998)
- Sons of Thunder – serie TV, 4 episodi (1999)
- Più forte ragazzi (Martial Law) – serie TV, episodio 2x16 (2000)
- Attacco al presidente (The President's Man), regia di Eric Norris e Michael Preece – film TV (2000)
- The President's Man - Attacco al centro del potere (The President's Man: A Line in the Sand), regia di Eric Norris – film TV (2002)
- Prima o poi divorzio! – serie TV, episodio 4x09 (2003)
- Walker Texas Ranger - Processo infuocato (Walker Texas Ranger: Trial of Fire), regia di Aaron Norris – film TV (2005)
- The Goldbergs – serie TV, episodio 3x05 (2015) – voce
- Chuck Norris - Pilota d'assalto (Chuck Norris's Epic Guide to Military Vehicles) – special TV (2019)
- Hawaii Five-0 – serie TV, episodio 10x21 (2020)

### Soggetto e sceneggiatore
- Invasion U.S.A., regia di Joseph Zito (1985) – sceneggiatore
- Braddock: Missing in Action III, regia di Aaron Norris (1988) – sceneggiatore
- Walker Texas Ranger – serie TV, 6 episodi (1997, 2001) – soggetto
- La vendetta di Logan (Logan's War: Bound by Honor), regia di Michael Preece – film TV (1998) – soggetto
- Sons of Thunder – serie TV, episodio 1x06 (1999) – soggetto

### Produttore esecutivo
- Pugno d'acciaio (Sidekicks), regia di Aaron Norris (1992)
- Walker Texas Ranger – serie TV, 80 episodi (1995-2001)
- La vendetta di Logan (Logan's War: Bound by Honor), regia di Michael Preece – film TV (1998)
- Sons of Thunder – serie TV, 6 episodi (1999)
- Attacco al presidente (The President's Man), regia di Eric Norris e Michael Preece – film TV (2000)
- The President's Man - Attacco al centro del potere (The President's Man: A Line in the Sand), regia di Eric Norris – film TV (2002)
- Birdie & Bogey, regia di Mike Norris (2004)
- Walker Texas Ranger - Processo infuocato (Walker Texas Ranger: Trial of Fire), regia di Aaron Norris – film TV (2005)
- The Cutter - Il trafficante di diamanti (The Cutter), regia di Bill Tannen (2005)
- Chuck Norris - Pilota d'assalto (Chuck Norris's Epic Guide to Military Vehicles) – special TV (2019)

### Coreografo
- Breaker! Breaker!, regia di Don Hulette (1977) – coreografo combattimenti
- Commando Black Tigers (Good Guys Wear Black), regia di Ted Post (1978) – coreografo combattimenti
- La polvere degli angeli (A Force of One), regia di Paul Aaron (1979) – coreografo combattimenti
- The Octagon, regia di Eric Karson (1980) – coreografo combattimenti

### Doppiatore
- Crime Boss: Rockay City - videogioco (2023)

## Parodie
Chuck Norris è stato coinvolto negli ultimi anni da un fenomeno di Internet noto in inglese come Chuck Norris facts; attraverso numerosi media legati a Internet (e-mail, newsgroup, siti web) vengono continuamente diffuse, a scopo goliardico, notizie inventate e inverosimili su di lui.
Molte di esse hanno a che vedere con la forza, la mascolinità e l'abilità nelle arti marziali dell'attore, esagerate con intenti umoristici. Altre esaltano la figura di Chuck Norris come ad un gradino più alto di ogni divinità esistente.

## Nei media
- In Crash of the Titans c'è una mossa sbloccabile chiamata Norris Roundhouse.
- In Rayman Raving Rabbids TV Party, uno dei "Coniglietti Pazzi" è vestito da Chuck Norris: infatti, il suo nome è "Chucky Morris".
- Nel terzo episodio del videogioco The Walking Dead uno dei personaggi si presenta dicendo "Il mio nome è Chuck. Puoi chiamarmi Charles se sei lezioso.", in chiaro riferimento ad uno dei più celebri "facts" su Chuck Norris.
- In un episodio del cartone animato Numb Chucks i due protagonisti, patiti di Kung Fu, seguono i consigli di Numbchuck Norris, parodia dell'attore.

## Doppiatori italiani
Nelle versioni in italiano delle opere in cui ha recitato, Chuck Norris è stato doppiato da:
- Rodolfo Bianchi in Walker Texas Ranger, La vendetta di Logan, Sons of Thunder, Bells of Innocence, Palle al balzo - Dodgeball, The Cutter - Il trafficante di diamanti, Prima o poi divorzio!, Walker Texas Ranger - Processo infuocato, I mercenari 2, Chuck Norris - Pilota d'assalto
- Oreste Rizzini in Missing in Action, Invasion U.S.A., Delta Force, Braddock: Missing in Action III, Colombia Connection - Il massacro, Omicidio incrociato
- Diego Reggente ne Un eroe per il terrore, Il cane e il poliziotto, L'ultimo guerriero
- Giancarlo Prete in La maledizione del drago, Walker Texas Ranger (ep. 2x13, 2x14, 2x23, 2x24, 3x07, 3x08, 3x16, 3x17)
- Romano Malaspina ne La polvere degli angeli, The Octagon
- Mario Cordova in Rombo di tuono, Hellbound - All'inferno e ritorno
- Saverio Moriones in Attacco al presidente, The President's Man - Attacco al centro del potere
- Luciano De Ambrosis ne L'urlo di Chen terrorizza anche l'occidente
- Rodolfo Baldini in Commando Black Tigers
- Michele Kalamera in Triade chiama Canale 6
- Claudio Capone in Terrore in città
- Natale Ciravolo in Vendetta a Hong Kong
- Renzo Stacchi in Una magnum per McQuade
- Giorgio Bandiera ne Il codice del silenzio
- Pierangelo Civera ne Il tempio di fuoco
- Massimo Corvo in Pugno d'acciaio
- Paolo Buglioni in Più forte ragazzi

Da doppiatore è stato sostituito da:
- Bruno Alessandro in The Goldbergs